# Polymixis niviplaga
Polymixis niviplaga là một loài bướm đêm trong họ Noctuidae.